# Семешин, Валерий Фёдорович
Валерий Фёдорович Семешин (27 апреля 1941, Золотухино, Курская область, СССР — 27 августа 2015, Новосибирск, Россия) — учёный-биолог, генетик, доктор биологических наук, главный научный сотрудник Института молекулярной и клеточной биологии Сибирского отделения РАН.

## Биография
Родился в селе Золотухино Курской области. После окончания средней школы работал слесарем. В 1962 году поступил в Новосибирский государственный университет(вечернее отделение). В 1970 году окончил его, получив специальность биолога.
Научной работой занимался с 1965 года, когда становится препаратором в Институте цитологии и генетики Сибирского отделения АН СССР. Далее работает главным научным сотрудником, переходит в отдел молекулярной и клеточной биологии ИХБФМ СО РАН, а с 2011 году переходит в Институт молекулярной и клеточной биологии Сибирского отделения РАН. В 1975 году защитил кандидатскую диссертацию «Некоторые закономерности процессов формирования и слияния ядрышек». Тема докторской диссертации «Электронно-микроскопический анализ хромомерной организации политенных хромосом дрозофилы»(1990).

## Достижения
В. Ф. Семешин получил известность как специалист в области электронной микроскопии политенных хромосом. Работал за пределами России, опубликовав десятки статей в международной прессе. Методики Семешина вошли в учебники по цитогенетике. Разработал методы создания искусственной структуры хромосом на основе трансформации — встраивания фрагментов генетического материала с требуемыми характеристиками.

## Награды
- Государственная премия Российской Федерации в области науки и техники за цикл работ «Организация генома и регуляция активности генов у эукариот» (2003)[5]
- Премия РАН имени Н. К. Кольцова за цикл работ «Молекулярно-генетическая организация политенных хромосом» (2000)
- Грамоты и премии СО РАН[2].